# Englische Cricket-Nationalmannschaft in Australien und Neuseeland in der Saison 1946/47
Die Tour der englischen Cricket-Nationalmannschaft nach Australien und Neuseeländischen in der Saison 1946/47 fand vom 29. November 1946 bis zum 25. März 1957. Die internationale Cricket-Tour war Bestandteil der Internationalen Cricket-Saison 1946/47 und beinhaltete die 33. Austragung der Ashes. Die Ashes Series 1946/47 umfasste fünf Tests gegen Australien, ebenso wurde ein Test gegen Neuseeland absolviert. Australien gewann die Serie gegen England 3–0, die Serie zwischen England und Neuseeland endete 0–0 unentschieden.

## Vorgeschichte
Für alle Mannschaften war es die erste Tour der Saison.
Das letzte Aufeinandertreffen zwischen England und Australien bei einer Tour fand in der Saison 1938 in England statt. Neuseeland und England trafen das letzte Mal in der Saison 1937 in England aufeinander.

## Tour in Australien

### Stadien
Die folgenden Stadien wurden für die Tour als Austragungsort vorgesehen.
| Stadion                  | Stadt     | Kapazität | Spiele       |
| ------------------------ | --------- | --------- | ------------ |
| Adelaide Oval            | Adelaide  | 53.583    | 4. Test      |
| The Gabba                | Brisbane  | 42.000    | 1. Test      |
| Melbourne Cricket Ground | Melbourne | 100.024   | 3. Test      |
| Sydney Cricket Ground    | Sydney    | 48.000    | 2. & 5. Test |

### Kaderlisten
Die Mannschaften benannten die folgenden Kader.
| Test | Test |
| Australien | England |
| --- | --- |
| - Donald Bradman (K) - Sid Barnes - Bruce Dooland - Fred Freer - Ron Hamence - Merv Harvey - Lindsay Hassett - Ian Johnson - Ray Lindwall - Colin McCool - Keith Miller - Arthur Morris - Don Tallon (wk) - Ernie Toshack - George Tribe | - Wally Hammond (K) - Norman Yardley (VK) - Alec Bedser - Denis Compton - Bill Edrich - Godfrey Evans (wk) - Laurie Fishlock - Paul Gibb (wk) - Joe Hardstaff - Leonard Hutton - Jack Ikin - Peter Smith - Bill Voce - Cyril Washbrook - Doug Wright |

### Tests

#### Erster Test in Brisbane
| 29. November – 4. Dezember Scorecard | Brisbane | Australien 645 (158.6)                            | – | England 141 (61.5) & 172 (43.7) (f/o) |
|                                      |          | Australien gewinnt mit einem Innings und 332 Runs |   |                                       |

Australien gewann den Münzwurf und entschied sich als Schlagmannschaft zu beginnen.

#### Zweiter Test in Sydney
| 13. – 19. Dezember Scorecard | Sydney | England 255 (96.1) & 371 (106.4)                 | – | Australien 659-8d (173) |
|                              |        | Australien gewinnt mit einem Innings und 33 Runs |   |                         |

England gewann den Münzwurf und entschied sich als Schlagmannschaft zu beginnen.

#### Dritter Test in Melbourne
| 1. – 7. Januar Scorecard | Melbourne | Australien 365 (97.3) & 536 (113.3) | – | England 351 (108.5) & 310-7 (100) |
|                          |           | Remis                               |   |                                   |

Australien gewann den Münzwurf und entschied sich als Schlagmannschaft zu beginnen.

#### Vierter Test in Adelaide
| 31. Januar – 6. Februar Scorecard | Adelaide | England 460 (153) & 340-8d (125.1) | – | Australien 487 (118.4) & 215-1 (44) |
|                                   |          | Remis                              |   |                                     |

England gewann den Münzwurf und entschied sich als Schlagmannschaft zu beginnen.

#### Fünfter Test in Sydney
| 28. Februar – 5. März Scorecard | Sydney | England 280 (94.3) & 186 (60.4)  | – | Australien 253 (76) & 214-5 (52.2) |
|                                 |        | Australien gewinnt mit 5 Wickets |   |                                    |

England gewann den Münzwurf und entschied sich als Schlagmannschaft zu beginnen.

### Statistiken
Die folgenden Cricketstatistiken wurden bei dieser Tour erzielt.
| Tests          | Tests      | Tests   | Tests   | Tests   | Tests   | Tests   | Tests   | Tests   |
| Batting        | Batting    | Batting | Batting | Batting | Batting | Batting | Batting | Batting |
| Spieler        | Mannschaft | Spiele  | Innings | Runs    | Average | HS      | 100s    | 50s     |
| -------------- | ---------- | ------- | ------- | ------- | ------- | ------- | ------- | ------- |
| Donald Bradman | Australien | 5       | 8       | 680     | 97,14   | 234     | 2       | 3       |
| Arthur Morris  | Australien | 5       | 8       | 503     | 71,85   | 155     | 3       | 1       |
| Bill Edrich    | England    | 5       | 10      | 462     | 46,20   | 119     | 1       | 3       |
| Denis Compton  | England    | 5       | 10      | 459     | 51,00   | 147     | 2       | 2       |
| Sid Barnes     | Australien | 4       | 6       | 443     | 73,83   | 234     | 1       | 1       |
| Bowling        |            |         |         |         |         |         |         |         |
| Spieler        | Mannschaft | Spiele  | Overs   | Wickets | Average | BBI     | 5W      | 10W     |
| Doug Wright    | England    | 5       | 240.2   | 23      | 43,04   | 7/105   | 2       | 0       |
| Ray Lindwall   | Australien | 4       | 122.1   | 18      | 20,38   | 7/63    | 1       | 0       |
| Colin McCool   | Australien | 5       | 182.0   | 18      | 27,27   | 5/44    | 2       | 0       |
| Ernie Toshack  | Australien | 5       | 178.4   | 17      | 25,70   | 6/82    | 1       | 0       |
| Keith Miller   | Australien | 5       | 122.3   | 16      | 20,87   | 7/60    | 1       | 0       |
| Alec Bedser    | England    | 5       | 246.3   | 16      | 54,75   | 3/97    | 0       | 0       |

## Tour in Neuseeland

### Stadion
Das folgende Stadion wurden für die Tour als Austragungsort vorgesehen.
| Stadion        | Stadt        | Kapazität | Spiele  |
| -------------- | ------------ | --------- | ------- |
| Lancaster Park | Christchurch | 38.628    | 1. Test |

### Kaderlisten
Die Mannschaften benannten die folgenden Kader.
| Test | Test |
| Neuseeland | England |
| --- | --- |
| - Walter Hadlee (K) - Tom Burtt - Jack Cowie - Roy Scott - Verdun Scott - Brun Smith - Colin Snedden - Bert Sutcliffe - Don Taylor - Eric Tindill (wk) - Merv Wallace | - Wally Hammond (K) - Alec Bedser - Denis Compton - Bill Edrich - Godfrey Evans (wk) - Jack Ikin - Dick Pollard - Peter Smith - Cyril Washbrook - Doug Wright - Norman Yardley |

### Test in Christchurch
| 21. – 25. März Scorecard | Christchurch | Neuseeland 345-9d (102.4) | – | England 265-7d (83) |
|                          |              | Remis                     |   |                     |

England gewann den Münzwurf und entschied sich als Feldmannschaft zu beginnen.